# Shiyan
32°37′N 110°46′Ø / 32.617°N 110.767°Ø
Shiyan (kinesisk: 十堰; pinyin: Shíyàn) er en by på præfekturniveau i provinsen Hubei i det centrale Kina. Præfekturet har et samlet areal på 23.600 km2 og en befolkning på 	3.460.000 mennesker.

## Administrative enheder
Shiyan består af to bydistrikter, fem amter og et byamt:
- Bydistriktet Zhangwan (张湾区), 652 km², cirka 260.000 indbyggere (2003);
- Bydistriktet Maojian (茅箭区), 578 km², cirka 240.000 indbyggere (2003);
- Amtet Yun (郧县), 3.862 km², cirka 610.000 indbyggere (2003);
- Amtet Zhushan (竹山县), 3.585 km², cirka 450.000 indbyggere (2003);
- Amtet Fang (房县), 5.112 km², cirka 500.000 indbyggere (2003);
- Amtet Yunxi (郧西县), 3.510.km², cirka 500 000 indbyggere (2003);
- Amtet Zhuxi (竹溪县), 3.300 km², cirka 360.000 indbyggere (2003);
- Byamtet Danjiangkou (丹江口市), 3.121 km², cirka 490.000 indbyggere .

## Trafik
Kinas rigsvej 209 løber gennem området. Den begynder i Hohhot i Indre Mongoliet, krydser gennem provinserne Shanxi, Henan, Hubei, Hunan og ender i havnebyen Beihai i Guangxi.
Kinas rigsvej 316 løber gennem området. Den fører fra Fuzhou i Fujian via Nanchang i Jiangxi og Wuhan i Hubei til Lanzhou i Gansu.